# 燃ゆるとき
『燃ゆるとき』（もゆるとき）は、高杉良によるビジネスマン小説。東洋水産が海外進出を果たした際の苦悩を元に描いたノンフィクション小説ともなっている。
文庫本は多数の出版社から発刊され、後に続編に位置づけられる『ザ エクセレント カンパニー』も毎日新聞社や角川文庫から発刊されており、本項ではそちらについても併せて記述する。
続編の『ザ エクセレント カンパニー』と併せて『燃ゆるとき THE EXCELLENT COMPANY』として映画化され、2006年2月11日より公開された。

## 主要登場人物
『燃ゆるとき』では、東洋水産の関係者に限り実名で登場するが、『ザ エクセレント カンパニー』では全て変名となっているため、同一と推定される人物については双方の名前を併記する。
森和夫 / 高木遼太郎
東洋水産（続編では東邦水産、以下略）の創業者であり社長。「ノモンハン事件の生き残り」を自称する。続編では吃音癖がある人物として描かれている。
深川清司 / 深井光司
食品技術者。東洋水産の研究部長を務めた後、続編では米国法人（サンマル Inc.）のマネージャーや社長を歴任した。続編は事実上深井と川森の2人が軸となって展開する。
川森潔
続編より登場する、深井の部下。深井の片腕的存在で、米国法人の新工場建設などで手腕を発揮するが、一方で女性関係にややだらしないところがあり、作中でもセクハラ事件などに巻き込まれる。作者によれば「架空の人物」で、社員十数人のエピソードや、本来は深川が手掛けた業績などを複合的に組み合わせている。

## 書籍情報

### 燃ゆるとき
- 単行本〈実業之日本社〉：1990年12月発行、ISBN 9784408531410。
- 文庫本
  - 新潮文庫：1993年4月発行、ISBN 9784101303116。
  - 講談社文庫：1999年11月12日発行、ISBN 9784062647113。
  - 角川文庫：2005年9月22日発行、ISBN 9784041643198。

### ザ エクセレント カンパニー
- 単行本〈毎日新聞社〉：2003年3月発行、ISBN 9784620106649。
- 文庫本〈角川文庫〉：2005年9月22日発行、ISBN 9784041643204。

## 映画
『燃ゆるとき THE EXCELLENT COMPANY』（もゆるとき ザ・エクセレント・カンパニー）のタイトルで2006年に公開された日本映画。『燃ゆるとき』と『ザ エクセレント カンパニー / 新・燃ゆるとき』を原作として製作された。
アメリカに進出した会社の立て直しを任された営業マンの、家族や上層部らとの対立を描きながら、その会社が再生していくまでを描く内容となっている。
当初はアメリカで撮影する予定だったが、テロによる入国審査が厳格になったことから、オーストラリアに変更し大半を撮っている。
キャッチコピーは「守りたいんだ！　信じてくれた人たちを…」。

### ストーリー
食品会社「東輝水産」は、即席麺を主力とした経営戦略で規模を大幅に拡大し、今やアメリカに進出するまでになっていた。
しかし、アメリカでは安価なアジア企業に押され業績は低迷の一途を辿っていた。この事態を打破すべく、営業マン・川森潔を渡米させ、立て直しを図ることになった。幹部や古株社員との対立や、アメリカとの摩擦問題、そして自らの家族のことなどのトラブルを解決していき、次第に工場の経営は軌道に乗り始めていく。

### キャスト
- 川森潔（資材営業） - 中井貴一
- 川森隆子（妻） - 大塚寧々
- 小田島武史（営業幹部） - 長谷川初範
- 西村一郎（経理マネージャー） - 中村育二
- 高木療太郎（東輝水産社長） - 津川雅彦
- 大村薫（工場長） - 伊武雅刀
- 深江光司（SanSun社社長） - 鹿賀丈史
- キャサリン・マクナフ（川森のアシスタント） - サマンサ・ヒーリー Samantha Healy
- マルケス（アミーゴオイル社社長） - ジョン・ギブソン John Gibson
- 山口展人（味の研究員） - 木下ほうか
- 金子陽太郎 - 鈴木英介
- 室賀幸雄 - 佐藤一平
- ヨシコ・クレイトン - 奈良橋陽子
- 河本明（常務） - 矢島健一
- チャールズ・ライアル（顧問弁護士）  - スティーブン・グライヴス Steven Grives
- モーガン・ホプキンス（弁護士） - ピーター・ケント Peter Kent
- ペドロ - Steve Vella
- Coles - Alan David Lee

### スタッフ
- 監督 - 細野辰興
- 原作 - 高杉良『燃ゆるとき』『ザ エクセレント カンパニー / 新・燃ゆるとき』（角川文庫刊）
- 音楽 - 川崎真弘
- 脚本 - 鈴木智
- 撮影 - 鈴木達夫
- 美術 - 愛甲悦子
- 編集 - 岡安肇
- 照明 - 熊谷秀夫
- 録音 - 鴇田満男
- 助監督 - 猪腰弘之、清水勇気、野林香里
- スクリプター - 宮腰千代
- 俳優担当 - 室岡信明
- ネガ編集 - 岡安和子
- 音響効果 - 東洋音響（佐々木英世、朝倉三紀子）
- VFX・タイトル - マリンポスト
- 現像 - 東映ラボ・テック
- 協力 - 日本航空、田子漁業協同組合、田子製氷
- プロデューサー - 鍋島壽夫、安倍夏彦
- 協力プロデューサー - 貝原正行
- エグゼクティブプロデューサー - 藤尾充
- 製作指揮 - 石畑俊三郎
- 企画制作 - フューチャープラネット
- 製作協力 - 東映東京撮影所、ヴィレッジ・ロードショー・ピクチャーズ（warner roadshow production）
- 製作委員会メンバー - フューチャープラネット、東映、角川ヘラルド映画、テレビ朝日、エムシーエフプランニング

### 主題歌
「そして今も」
歌・作詞・作曲・編曲 - 小田和正